# Catching a Burglar
Catching a Burglar è un cortometraggio muto del 1908 diretto da Lewin Fitzhamon.

## Trama
Una banda di ladri, per svaligiare una casa, corrompe un autista per poter usare l'automobile durante la rapina.

## Produzione
Il film fu prodotto dalla Hepworth.

## Distribuzione
Distribuito dalla Hepworth, il film - un cortometraggio di 160 metri - uscì nelle sale cinematografiche britanniche nel marzo 1908.
Nel maggio dello stesso anno, la Williams, Brown and Earle lo presentò anche negli Stati Uniti.
Si conoscono pochi dati del film che, prodotto dalla Hepworth, fu distrutto nel 1924 dallo stesso produttore, Cecil M. Hepworth. Fallito, in gravissime difficoltà finanziarie, il produttore pensò in questo modo di poter almeno recuperare il nitrato d'argento della pellicola.